# Новинка (Ганьковское сельское поселение, на реке Капша)
Новинка — деревня в Ганьковском сельском поселении Тихвинского района Ленинградской области.

## История
НОВИНКА — деревня Новинского общества, прихода погоста Уштовичей. Река Капша.

Крестьянских дворов — 39. Строений — 57, в том числе жилых — 43.

Число жителей по семейным спискам 1879 г.: 84 м. п., 91 ж. п.; по приходским сведениям 1879 г.: 91 м. п., 77 ж. п.

Сборник Центрального статистического комитета описывал её так:

НОВИНКА — деревня бывшая государственная при реке Капше, дворов — 27, жителей — 167; земская почтовая станция. (1885 год)

В конце XIX — начале XX века деревня административно относилась к Куневичской волости 2-го земского участка 2-го стана Тихвинского уезда Новгородской губернии.

НОВИНКА — деревня Новинского общества, дворов — 61, жилых домов — 87, число жителей: 150 м. п., 149 ж. п.
 
Занятия жителей — земледелие, лесные промыслы. Река Капша. Мелочная лавка, мельница, кожевня, смежна с погостом Уштовичи и усадьбой Фомино. (1910 год)

С 1917 по 1918 год деревня Новинка входила в состав Куневичской волости Тихвинского уезда Новгородской губернии. 
С 1918 года в составе Новинского сельсовета Череповецкой губернии.
С 1924 года в составе Капшинской волости.
С 1927 года в составе Капшинского района.
В 1928 году население деревни Новинка составляло 297 человек.

Деревня Новинка на карте 1932 года

Согласно карте Ленинградской области Северо-западного аэрогеодезического треста ГГУ издания 1932 года деревня находилась смежно с погостом Уштовичи и насчитывала 31 крестьянский двор. В деревне располагались: сельсовет, почтовое отделение и мукомольная водяная мельница.
По данным 1933 года деревня Новинка являлась административным центром Новинского сельсовета Капшинского района Ленинградской области, в состав которого входили 9 населённых пунктов: деревни Бабья Гора, Бечугино, Важена, Новинка, Озёра, Паньково, Поречье; хутора Броды и Лепуй, общей численностью населения 848 человек.
По данным 1936 года в состав сельсовета входили 8 населённых пунктов, 132 хозяйства и 5 колхозов.
В 1961 году население деревни Новинка составляло 144 человека.
С 1963 года в составе Тихвинского района.
По данным 1966 года деревня Новинка также являлась административным центром Новинского сельсовета.
По данным 1973 и 1990 годов деревня Новинка входила в состав Ерёминогорского сельсовета.
В 1997 году в деревне Новинка Ерёминогорской волости проживал 41 человек, в 2002 году — 33 человека (все русские).
В 2007 году в деревне Новинка Ганьковского СП проживали 21 человек, в 2010 году — 15.

## География
Деревня расположена в северной части района на автодороге 41А-009 (Лодейное Поле — Тихвин — Чудово).
Расстояние до административного центра поселения — 27 км.
Расстояние до ближайшей железнодорожной станции Тихвин — 80 км.
Деревня находится на правом берегу реки Капша.

## Демография
| 2007 | 2010 | 2017 |
| ---- | ---- | ---- |
| 21   | ↘15  | ↘11  |

### Национальный состав
Согласно данным Всероссийской переписи населения 2021 года в деревне проживали 6 человек, из них:
 русские — 3, азербайджанцы — 1, узбеки — 1, эстонцы — 1 человек.

## Достопримечательности
- Церковь Тихвинской иконы Божией Матери, 1861 года постройки, каменная, недействующая, руинирована[19].

## Улицы
Луговая, Уштовичская.